# Commission des sciences et des arts
La Commission des sciences et des arts est créée le 16 mars 1798 avec comme but d'accompagner le général Bonaparte dans sa campagne d'Égypte. La tâche de la commission n'est pas militaire, mais scientifique. Les savants qui forment la commission sont chargés de faire une étude encyclopédique de l'Égypte : les antiquités, l'histoire naturelle, la géographie et l'état actuel du pays, en prévision d'une occupation de longue durée par la France.
Leurs travaux sont publiés dans une œuvre monumentale : la Description de l'Égypte.

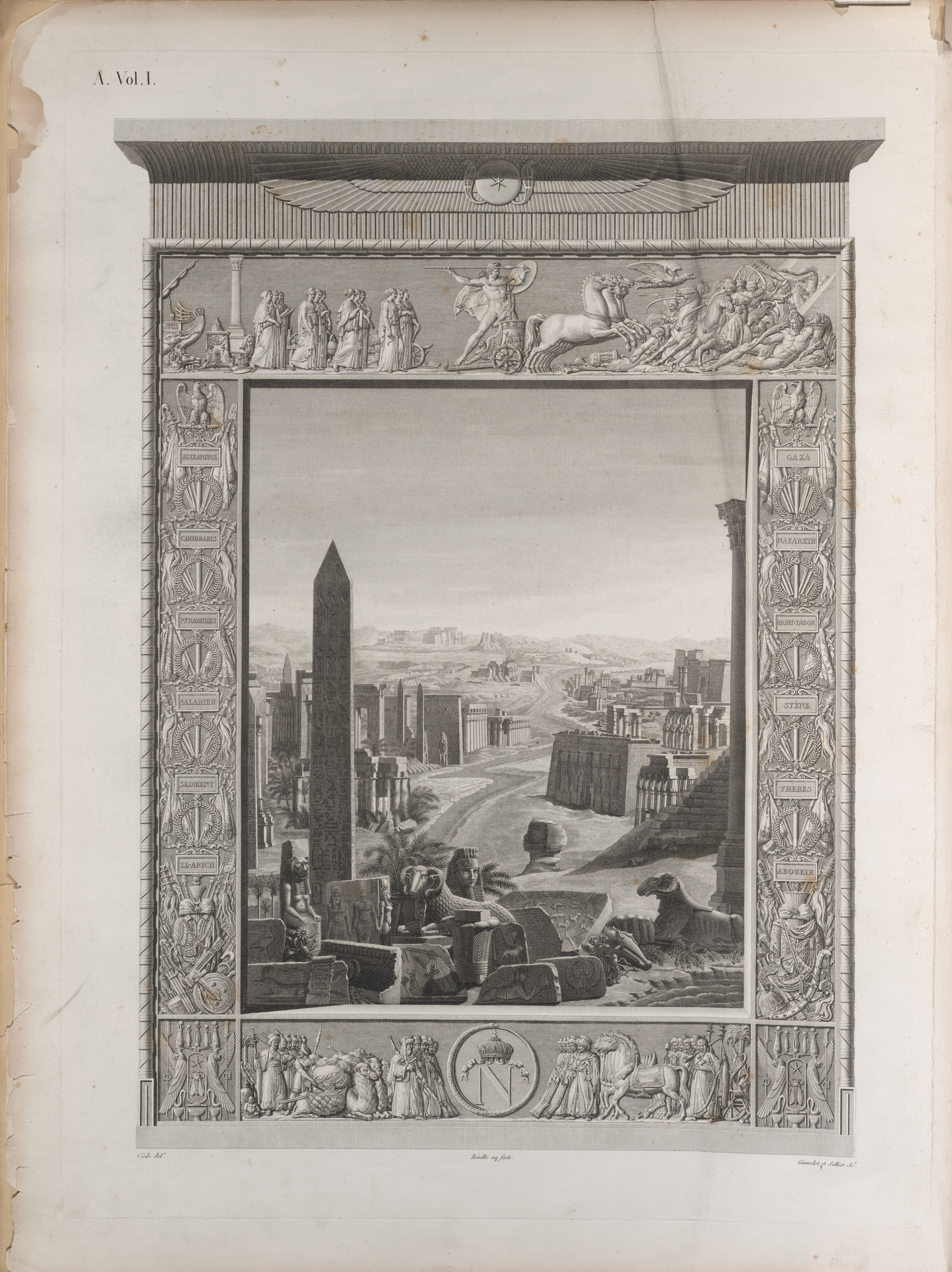
Frontispice de la Description de l'Égypte,, 1809.

## Les préparatifs secrets d'une expédition ambitieuse
Après la victoire de l'armée française lors de la campagne d'Italie (1796-1797), l'Angleterre reste le principal ennemi de la France qui peut s'opposer à elle soit en tentant une invasion soit en intervenant sur ses liaisons avec l'Inde. 
Dans un premier temps, en janvier et février 1798, la politique du Directoire s'oriente vers l'invasion. Les généraux Kléber, Desaix, Caffarelli, Bonaparte examinent toutes les possibilités d'invasion. Des troupes sont assemblées, une flotte se constitue, mais l'opération semble trop risquée et, dans un rapport du 23 février 1798, elle est déclarée irréalisable et abandonnée.
En même temps, Talleyrand, ministre des Relations extérieures, remet au Directoire un long mémoire qui expose le détail des relations entre la France et l'Égypte et qui préconise une expédition en Égypte. L'un des arguments clefs avancés par Talleyrand est le fait qu'installés en Égypte, les Français pourraient ouvrir l'isthme de Suez, ce qui détournerait le commerce des Indes, si profitable aux Anglais, aux mains des Français. 
Entre la décision d'intervenir en Égypte, le 5 mars 1798 et le départ de la flotte de Toulon, le 19 mai 1798, Bonaparte et ses officiers se livrent à un véritable exploit : rassembler une armée de 36 000 soldats et 2 500 officiers, les équiper d'armes et de chevaux, disposer des bateaux nécessaires : 55 bateaux de guerre et 300 bateaux de transports. Tout au long de la préparation, très peu de gens sont au courant de la destination finale, ceci afin de leurrer les Anglais sur l'objectif. Les suppositions vont bon train : l'Angleterre, le Portugal, Naples ou le Levant. L'Égypte n'est pas évoquée.
Mais l'expédition n'est pas que militaire, elle est aussi scientifique. Déjà, lors de la campagne d'Italie, Bonaparte s'était fait accompagner par des savants, qui avaient surtout eu pour mission de choisir parmi les prises de guerre ce qui allait enrichir les collections nationales. En Égypte, le but est différent. Bonaparte veut s'adjoindre une Commission de savants à son armée, car il souhaite s'inscrire dans la lignée des grands découvreurs tels que Louis-Antoine de Bougainville, James Cook ou Jean-François de La Pérouse (le frontispice de la première édition de la Description de l'Égypte est un tribut à sa mégalomanie). Les savants doivent étudier et décrire le pays pour mieux connaître son apport aux sciences et aux arts afin d'apporter une information encyclopédique à la France et à l'occident sur les trésors trouvés.

## Constitution de la Commission
De retour en France après la campagne d'Italie, Bonaparte est désireux de faire partie de la communauté scientifique. Avec l'aide de Gaspard Monge il est élu membre de l'Institut National de France le 25 décembre 1797. Par une présence assidue aux séances, il commence à connaître et à tisser des liens personnels avec les membres influents de la communauté scientifique française.
Le 16 mars 1798, le Directoire publie un arrêté prescrivant au ministre de l'intérieur de « mettre à la disposition du général en chef Bonaparte, des ingénieurs, savants et artistes… »  et ainsi constituer une Commission des sciences et des arts. Monge, professeur à l'École polytechnique, qui avait été de la campagne d'Italie, est chargé secrètement de recruter des savants de toutes les disciplines. Aidé de ses collègues Berthollet et Fourier, il convainc, en moins de deux mois, plus de cent cinquante savants, mathématiciens, chimistes, géomètres, médecins, architectes, peintres, botanistes... de participer à une expédition de caractère essentiellement militaire, dont la destination et la durée restaient secrets. 
Monge a besoin de gens formés aux disciplines scientifiques. Étant donné les attaches de Monge, Berthollet et Fourier avec l'École polytechnique et la nécessité d'avoir recours à des hommes jeunes et très instruits pour un travail physiquement éprouvant, c'est tout naturellement que des polytechniciens, même encore élèves, sont appelés à y participer. Ils forment un contingent important de la Commission.
La Commission regroupe des spécialistes de toutes disciplines, ce qui montre bien le désir d'aller au-delà de l'étude de l'histoire et de l'architecture, pour s'intéresser au pays contemporain, certainement dans l'hypothèse d'une installation française de longue durée.

### Organisation
Plus de la moitié des membres sont ingénieurs et techniciens. On dénombre 4 mathématiciens, 4 astronomes, 4 architectes, 4 économistes, 3 antiquaires, 9 dessinateurs, graveurs, sculpteurs, musiciens, 7 médecins et chirurgiens, 4 pharmaciens, 6 botanistes, zoologistes, 4 minéralogistes, ingénieurs des mines, 5 chimistes, 15 ingénieurs géographes, 27 ingénieurs des Ponts et chaussées, 6 ingénieurs du génie maritime, 16 mécaniciens, 9 orientalistes, interprètes, 3 littérateurs, 24 imprimeurs munis de caractères latins, grecs et arabes.
En militaire, Bonaparte a organisé son corps scientifique comme une armée. Il a divisé les membres de l'expédition en cinq catégories, assignant à chacun un grade militaire et un rôle défini (couchage, nourriture...) en plus de sa fonction scientifique.
Plus d'une vingtaine de ses membres meurent en Égypte de maladie, au combat ou assassinés.

## La traversée
Après deux mois de préparatifs fébriles les savants s'embarquent avec livres et instruments, comme en témoignent les comptes du général Caffarelli, chargé de l'organisation matérielle de la commission des savants. C'est ainsi que l'on sait que furent achetés des :
- instruments d'astronomie pour 5 534 francs,
- une horloge astronomique portative,
- un pendule composé avec thermomètre métallique,
- une montre marine,
- deux lunettes astronomiques
- une machine pneumatique,
- un miroir concave,
- une machine électrique,
- un eudiomètre de Volta,
- des instruments de topographie,
- six boussoles,
- un niveau à bulle d'air à deux lunettes,
- une bibliothèque de cinq cents livres et cartes,
- un établissement aéronautique (dont un aérostat)
- des forges,
- trois presses françaises, une orientale, une grecque,
- instruments médicaux,
- armes pour la chasse,
- etc.

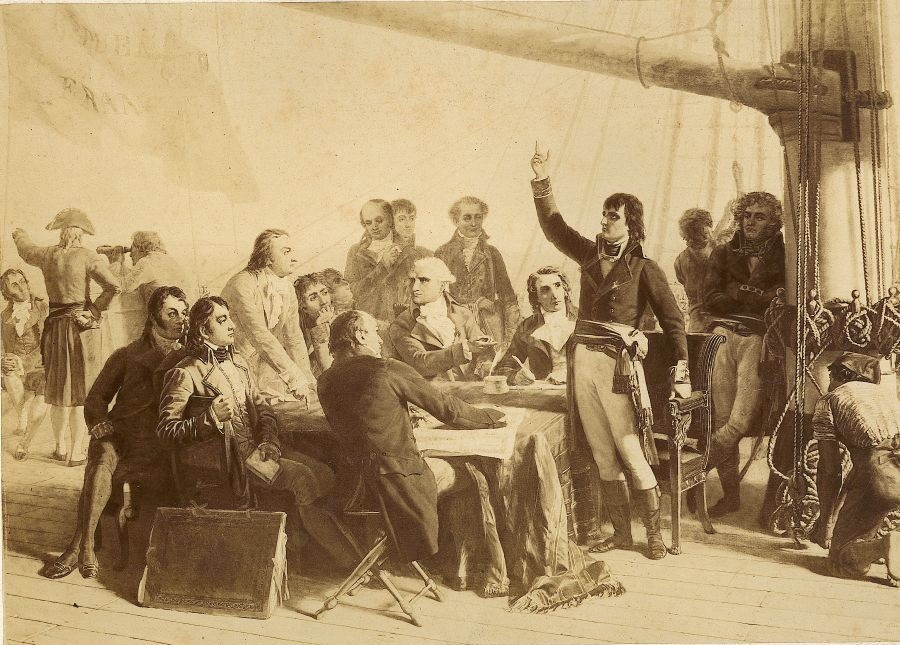
Bonaparte sur l’Orient discutant avec les savants.

La flotte lève l'ancre et quitte Toulon le 19 mai 1798. Le général Bonaparte est à bord du vaisseau amiral Orient, sur lequel ont également embarqué les principaux savants de la commission. On connait, par les journaux de voyage de quelques-uns des participants à l'expédition d'Égypte, les conditions du voyage ; mais si Reybaud fait état des discussions philosophiques et scientifiques de haut niveau qui se déroulent sur L'Orient entre Bonaparte, Monge et Berthollet. Devilliers embarqué sur Le Franklin se plaint de l'inconfort et du mal de mer ; pour sa part, Malus est surtout sensible à l'ennui d'un long voyage en mer.
La prise de Malte est certainement une heureuse distraction à cet ennui et une opération fructueuse. En effet, le 9 juin 1798, la flotte arrive en vue de Malte. Les rapports entre la République et l'Ordre de Malte ne sont pas bons, puisque la Révolution a aboli les ordres de chevalerie. De plus, la prise semble facile, l'île étant riche et peu défendue, malgré des fortifications jugées imprenables. Presque sans coup férir, Bonaparte s'empare de l'île en une seule journée et en moins d'une semaine il va se payer largement des peines de la conquête - le butin s'élèvera à plusieurs millions de francs, ce qui aidera bien la campagne en Égypte. Le 19 juin 1798, la flotte française quitte Malte. L'enthousiasme est revenu à bord des divers navires.
Pendant ce temps, la flotte anglaise, regroupée près de Gibraltar pour éviter une sortie des Français de la Méditerranée vers l'Angleterre, essaie de rattraper la flotte française en Méditerranée orientale. Lorsque les Français quittent Malte, les Anglais n'en sont qu'à 76 lieues ; lorsque la flotte française double la Crète, la distance n'est plus que de 26 lieues. Mais les Anglais sont persuadés que le but des Français est la Turquie. Ils frôlent Alexandrie le 29 juin, pour remonter ensuite vers Chypre. Le 1er juillet 1798, Bonaparte débarque à Alexandrie.

## L'arrivée en Égypte
Ce débarquement ne va pas sans mal, car le vent est contraire, mais la crainte du retour des Anglais est très vive et pousse à accélérer les opérations malgré les mauvaises conditions climatiques. Le 1er juillet, Bonaparte fait d'abord débarquer les troupes. Les civils, dont les membres de la Commission, restent à bord. Le 2 juillet, la ville d'Alexandrie est prise, tous les bateaux, y compris les bateaux civils chargés du transport, entrent alors dans la rade d'Alexandrie. Si le débarquement débute le 2 juillet, la commission des savants ne débarque qu'à partir du 19 Messidor - 7 juillet, sur ordre du général en chef Bonaparte.
Le débarquement se poursuit tant bien que mal dans un port dont les capitaines ne connaissent pas les caractéristiques. C'est ainsi que Le Patriote, porteur des instruments scientifiques de la commission des savants, s'empale sur un rocher et coule lentement, ce qui permet de sauver une partie de sa cargaison. 
Sur terre, les choses ne se passent pas non plus au mieux pour les membres les moins importants de la Commission, en particulier pour les jeunes polytechniciens qui se retrouvent livrés à eux-mêmes, sans moyens et sans directives, dans une ville inconnue où manger et se loger leur est très difficile. Le premier contact avec l'Égypte se révèle très décevant, et cela d'autant que la chaleur est accablante et la ville d'Alexandrie peu attirante.
De son côté, Bonaparte, après avoir laissé à Kléber le commandement de la place d'Alexandrie et la surveillance de la côte, s'avance à marche forcée vers Le Caire, laissant à Alexandrie et à Rosette des savants désemparés. La marche est difficile et les soldats manquent souvent d'eau et de vivres. Mais après quelques escarmouches, le gros de l'armée d'Égypte arrive en vue du Caire où les Mamelouks se sont concentrés pour arrêter les Français. Le 21 juillet, Bonaparte les écrase à la bataille des Pyramides, (nom plus glorieux pour la postérité que « bataille d'Embabech » où eurent lieu effectivement les combats). 
L'armée fait ensuite son entrée au Caire le 24 juillet. La défaite des Mamelouks laisse toute la Basse Égypte sans gouvernement et sans organisation. La première tâche de Bonaparte, comme en Italie, à Malte ou à Alexandrie, est d'organiser sa conquête en mettant sur pied une administration calquée sur l'administration française et en prélevant sur le pays les moyens de la faire vivre. 
Le 2 août l'amiral Nelson détruit la flotte française dans la bataille d'Aboukir et établit un blocus qui coupe Bonaparte et ses hommes de la France jusqu'à la reddition du général Menou en 1801. Cependant, le travail d'organisation, la conquête militaire et l’œuvre de la Commission des sciences et arts continue.

## Les débuts de la Commission en Égypte
La plupart des membres de la commission des savants n'ont pas suivi l'armée et sont installés à Rosette pour attendre les événements. La nouvelle de la prise du Caire et de la destruction de la flotte française les poussent à partir pour le Caire qu'ils vont rallier par la voie fluviale, plus confortable et plus rapide que la voie terrestre. 
Tout est prêt au Caire pour les accueillir, y compris le nouvel Institut, créé le 22 août 1798.
Si dans les premiers temps de la campagne d'Égypte, les savants se sont souvent sentis oubliés ou même méprisés par les militaires comme des charges inutiles, l'installation au Caire va leur permettre de jouer enfin le rôle pour lequel Bonaparte les a choisis. Leur curiosité est insatiable. Tout les intéresse : les antiquités mais aussi l'architecture contemporaine, la langue, les structures sociales, l'économie, la musique, les industries, l'état sanitaire...

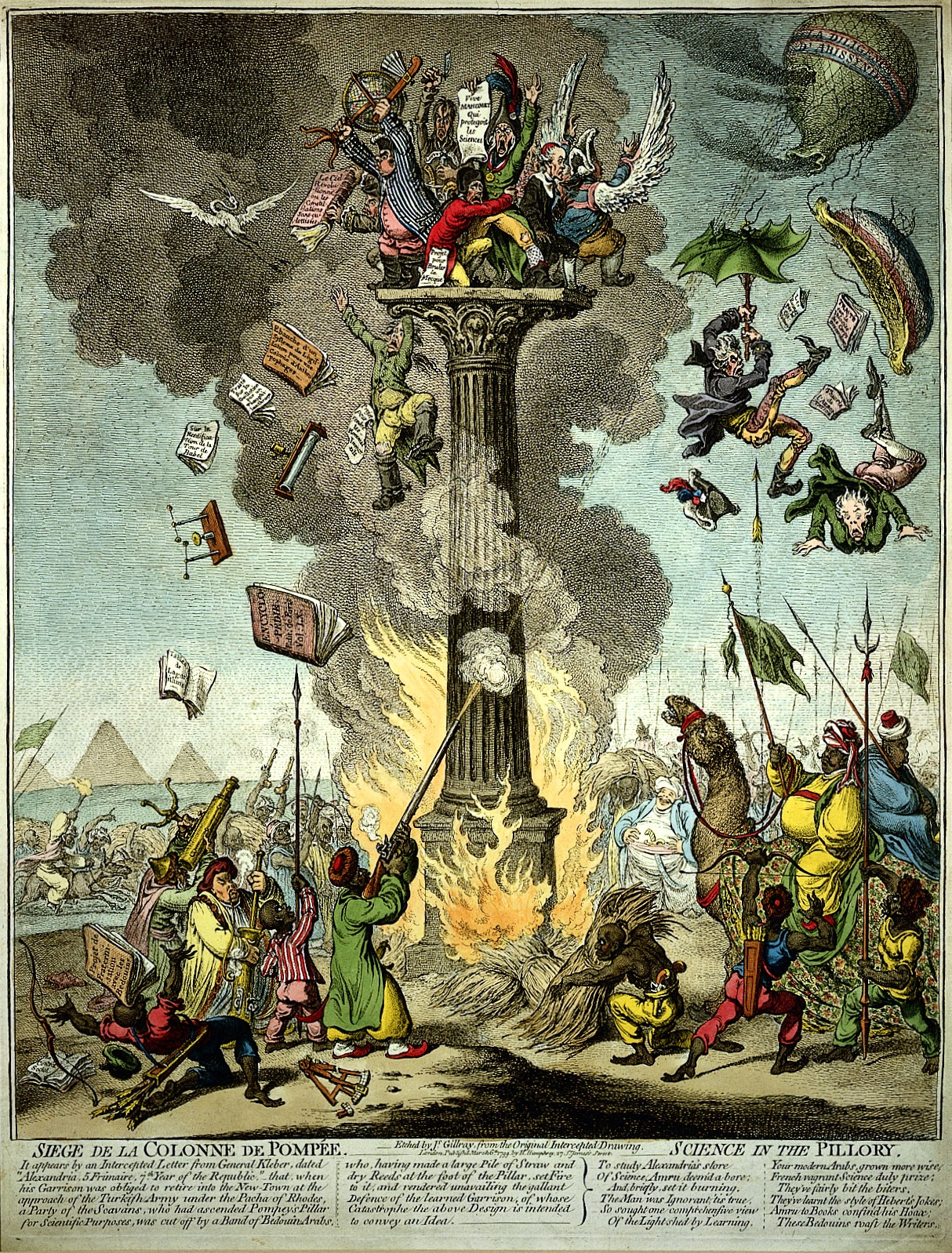
Caricature de James Gillray : Savants français au Caire

Cependant il est évident que ces parfaits étrangers que sont les Français ne peuvent que rencontrer au mieux l'indifférence, au pire l'hostilité des Égyptiens. L'incompréhension est totale, ainsi que le montrent les deux détails ci-après : 
- d'une part, les uniformes de nombre des savants sont verts, ce qui choque profondément les musulmans pour qui le vert est réservé aux descendants du Prophète ;
- d'autre part les Français sont ulcérés du manque absolu d'intérêt des Égyptiens pour les expériences scientifiques comme le lancement d'un ballon par Nicolas-Jacques Conté et ses aérostiers.

L'opposition entre les Français et les Égyptiens ne tient pas qu'à la couleur d'un habit et à l'intérêt pour une expérience. S'y ajoute le plus grave, c'est-à-dire les influences contraires entre les Anglais, les Turcs, les factions locales et les Français qui aboutissent aux très violentes émeutes du Caire les 21 et 22 octobre 1798. Le quartier où sont installés les Français est particulièrement touché. Au moins trois membres de la commission sont massacrés en allant chercher des instruments scientifiques dans la maison de Caffarelli où ils sont surpris par les émeutiers.
C'est pendant ces émeutes qu'une grande partie des instruments scientifiques de l'expédition est détruite. Certes, le naufrage du Patriote avait déjà bien endommagé la collection d'instruments, mais le bateau avait sombré lentement, et une partie de sa précieuse cargaison avait pu être sauvée et entreposée par la suite dans la maison du général Caffarelli au Caire. Cette maison est totalement détruite pendant les émeutes, et trois des membres de la commission sont tués en essayant de sauver les instruments. 
Cette perte aurait été irréparable sans l'ingéniosité de Nicolas-Jacques Conté, ingénieur et mécanicien remarquable, directeur de l’école d’aérostation de Meudon. C'est par son art et son industrie qu'il parvint à fabriquer, dans des conditions extrêmement difficiles, les outils, les appareils scientifiques, les armes perdus lors du naufrage du Patriote et de la mise à sac de la maison de Caffarelli. Il est capable de fournir aussi bien des canons, des microscopes, des instruments de chirurgie, des presses à imprimer... Sans lui, l'expédition d'Égypte n'aurait peut être pas rapporté la masse d'informations qu'elle obtint.
Il est tout à fait remarquable qu'à travers ces événements violents, qui obligent les jeunes polytechniciens, engagés comme apprentis savants, à faire le coup de feu, la vie scientifique s'épanouisse. Les élèves de l'École qui s'étaient embarqués avant d'avoir terminé leur scolarité vont même passer leur examen d'admission dans les services publics, devant Monge et Berthollet. Il s'agit de Arnollet (X 96), Du Bois Aymé (X 96), Villiers du Terrage (X 96), Caristie (X 96), Moline de Saint-Yon (X 96) et Raffeneau de Lille (X 96). On note le commentaire satisfait de Villiers du Terrage qui se félicite d'avoir emporté des notes de cours et un traité de Lagrange ce qui lui a permis de passer avec honneur cet examen. 
L'Institut d'Égypte
L’Institut d’Égypte est fondé le 22 août 1798 par Bonaparte à l'image de l'Institut de France et doit, en premier lieu, s’occuper du « progrès et de la propagation des Lumières en Égypte ». Son siège est le palais d'Hassan-Kashif dans les environs du Caire. Le travail de l'Institut est organisé en sections qui regroupent à peu près tous les sujets d'intérêt et d'étude de la commission : les mathématiques, la physique, l'économie politique, la littérature et les arts.

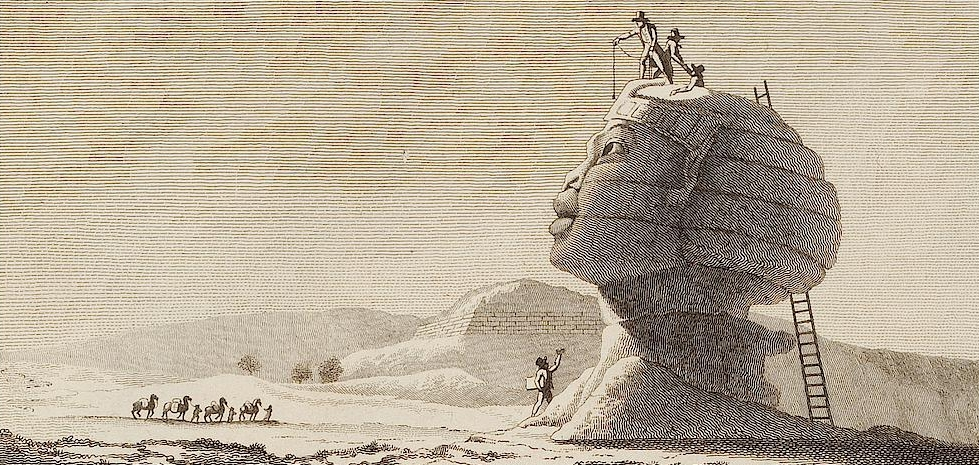
Sphinx de Gizeh par Dominique Vivant Denon

L'Institut est le symbole du travail des savants en Égypte, mais il n'en est pas la seule expression. 
L'hiver 1798-1799 se passe en explorations diverses, en Basse Égypte et autour du Caire, mais aussi en réalisations pratiques : création d'une imprimerie, qui fonctionnera avec les caractères arabes pris au Vatican lors de la campagne d'Italie, création d'un hôpital, mise en place d'ateliers de mécaniques, le tout nécessaire au bon fonctionnement de l'armée française et de la commission.
Les militaires contribue également au volet scientifique : 
- Le 15 juillet 1799, lors de la reconstruction des fortifications dans la ville de Rosette, dans le delta du Nil, fort rebaptisé par Bonaparte Fort Jullien, en souvenir de son aide de camp Thomas Prosper Jullien mort durant la campagne1, Pierre-François-Xavier Bouchard lieutenant des aérostiers, découvre la « pierre de Rosette » qui permettra à Jean-François Champollion de déchiffrer les hiéroglyphes.
- Jean-Marie-Joseph Coutelle est nommé le 2 avril 1794 par la convention, capitaine, premier officier d'aéronautique, pour fabriquer des ballons destinés aux armées de la République. C'est à ce titre que Coutelle est attaché à l'expédition d'Égypte ; mais il ne peut exercer ses compétences, le vaisseau qui portait son matériel ayant été dévasté par le feu. Accompagnant la section de mathématiques Costaz, il tombe en admiration devant les deux obélisques de Louxor. Au retour, il fera à l'Institut d'Égypte une communication originale sur le moyen de transporter l'un de ces monolithes. Une trentaine d'années plus tard, on s'y prendra de manière assez voisine pour transporter l'obélisque à Paris[7].

## Égyptomanie
On ne connaît alors qu’une Égypte mythique au travers des récits des historiens grecs et quelques récits de voyageurs européens :
Depuis le XVIe siècle l'ancienne civilisation égyptienne a exercé une fascination sur les Européens, d'abord sur les collectionneurs comme le polymathe Nicolas-Claude Fabri de Peiresc, puis sur les voyageurs. On trouve des récits de voyageurs anglais, français, suédois, danois et allemands. Les prouesses architecturales et l'incompréhensibilité de l'écriture en hiéroglyphes stimulent les imaginations au point d'attribuer des pouvoirs quasi-surnaturel aux anciens égyptiens ; la poudre de momie est censée avoir des propriétés de guérison extraordinaires.
Une sélection de ces ouvrages :
- John Greaves, Pyramidographia, or a Description of the pyramids in Ægypt (1646)[9] ;

- Jean de Thévenot, Relation d'un voyage fait au Levant dans laquelle il est curieusement traité des estats sujets au Grand Seigneur et des singularitez particulières de l'Archipel, Constantinople, Terre-Sainte, Égypte, pyramides, mumies [sic], déserts d'Arabie, la Meque, et de plusieurs autres lieux de l'Asie et de l'Affrique outre les choses mémorables arrivées au dernier siège de Bagdat, les cérémonies faites aux réceptions des ambassadeurs du Mogol et l'entretien de l'autheur avec celuy du Pretejan, où il est parlé des sources du Nil (1664)lire en ligne sur Gallica ;

- Bernard de Montfaucon, L’Antiquité expliquée et représentée en figures (1719-1724) en 10 volumes[10] ;
- Benoît de Maillet, Description de l'Égypte, 1740[11] ;
- Richard Pococke, A Description of the East and Some Other Countries, 1743[12] ;
- Frédéric Louis Norden, Voyage d'Égypte et de Nubie (1755)[13] ;
- Carsten Niebuhr, Reisebeschreibung von Arabien und anderen umliegenden Ländern (1774 & 1778)[14].

## Les savants au travail
La commission entreprend de décrire un vaste pays dans un esprit scientifique, dans tous les domaines (même si la postérité a surtout retenu son apport dans le domaine de l’Antiquité, au détriment d’apports conséquents dans le domaine des sciences naturelles).
Des expéditions sont lancées dans toutes les directions. Tout l'hiver 1798-1799 se passe en études et explorations diverses. Les savants sont accompagnés par les militaires, ce qui ne va pas sans heurts : la curiosité scientifique faisait souvent négliger aux savants les simples mesures de sécurité que les militaires rappellent parfois vigoureusement. 

### Antiquité
La place prépondérante qu’occupe l’Antiquité dans cette édition témoigne bien de la fascination qu’elle engendre. Cinq des dix tomes de planches lui sont consacrés. Les plans et les élévations, les éléments architecturaux et ornementaux, tous d’une extrême précision, constituent une somme exceptionnelle documentant de façon absolument inédite une Antiquité égyptienne jusqu’alors méconnue.
Les premières fouilles sont conduites à Alexandrie et dans la région Memphite. Des recherches et relevés du site confirment l'identification de Thévenot et les premières vues de ses vestiges, avec une carte de la région, la première à donner l'emplacement de Memphis avec précision, sont réalisées par les savants. 
Il ne s’agit pas uniquement de découvrir des objets mais de les comprendre dans leur contexte. Pour cela un registre, sorte d’ancêtre du journal de fouilles, est mis en place et marque les débuts de l'archéologie moderne.
Les notes, croquis et relevés prises par les membres de la Commission sont extrêmement précieuses, car pour certains sites, comme celui d’Assiout, les façades des tombeaux ont disparu et seuls les dessins de la commission en conservent la trace.

#### L'exploration de la Haute-Égypte

Karnak - vue des ruines de la salle hypostyle et des appartements de granit du palais - Balzac et Cécile (1798)

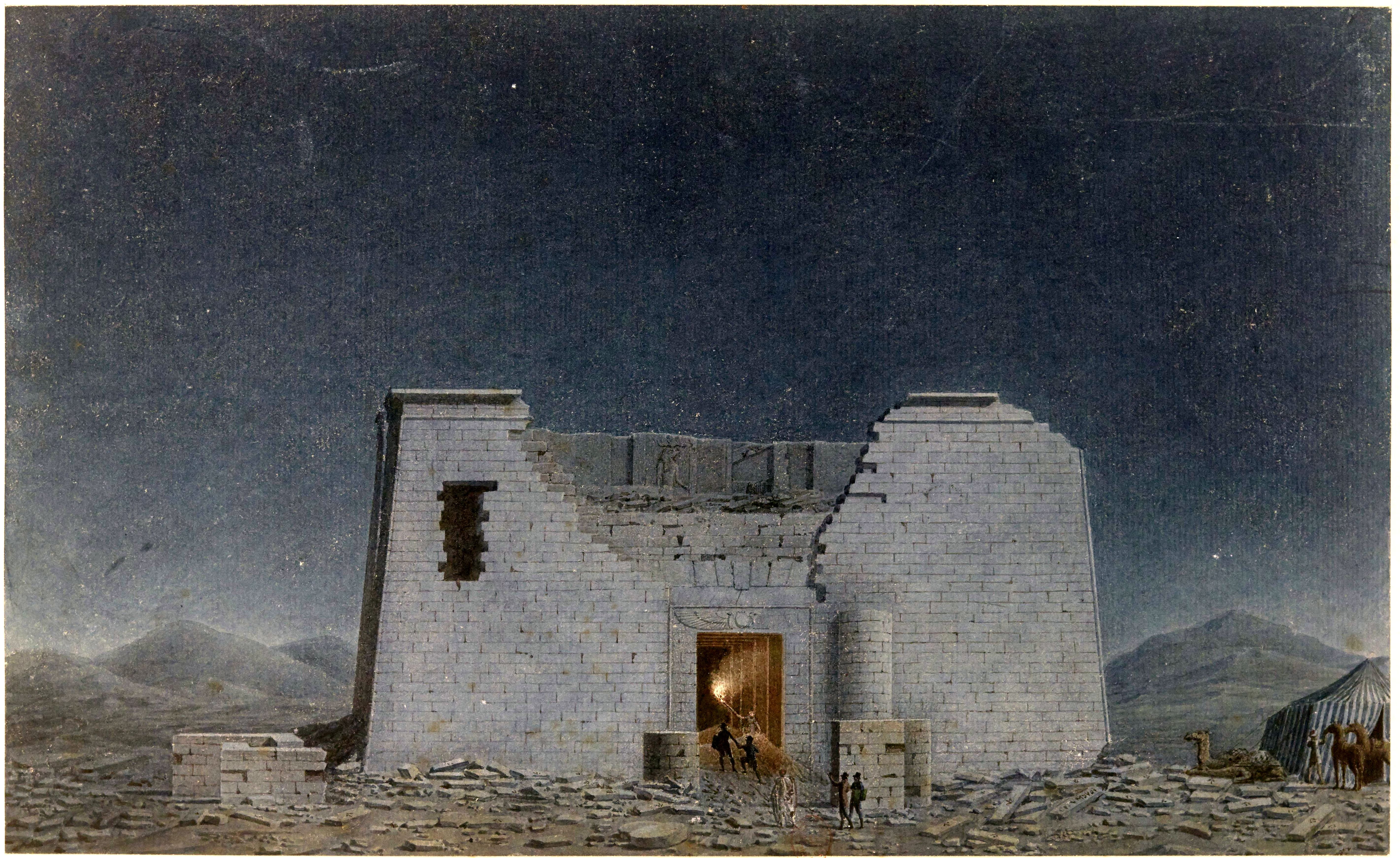
Fayoum - Temple égyptien - Jomard (1798)

Le 19 mars 1799, une expédition part vers la Haute-Égypte. Les participants sont Jollois, Villiers du Terrage, Dubois-Aymé et Duchanoy, ingénieurs des Ponts et Chaussées, Descotils, Rozière et Dupuy, ingénieurs des Mines et le sculpteur Castex. La moyenne d'âge du groupe est d'une vingtaine d'années. La mission qui lui est confiée est de recueillir des renseignements utiles sur l'agriculture, le commerce et les arts et d'étudier particulièrement le régime du Nil et le système d'irrigation de la région. 
Le petit groupe rejoint les troupes du général Desaix à Assiout. À partir de là, commence une exploration minutieuse et scientifique des monuments rencontrés. Les ingénieurs découvreurs ont à leur disposition un matériel rudimentaire : crayons, planches, cordeau, règles, fil à plomb. Parfois, les crayons manquent, comme en témoigne cet appel pressant de Villiers à son ami Ripault, resté au Caire : « Si vous ne nous envoyez pas de crayon, mon cher ami, nous ne pourrons rien vous montrer de notre voyage. Tous les nôtres sont usés ; nous sommes au désespoir. Parlez à Conté qui doit en avoir fait ; dans le cas contraire, empruntez à vos amis, achetez et remettez ce que vous avez trouvé à Conté qui les donnera au général Dugua, lequel nous les enverra par un dromadaire, c'est convenu. »
Le manque de matériel n'est pas le seul obstacle que doit affronter la petite expédition. La région n'est pas sûre, et la progression des explorateurs est ralentie par les opérations de l'armée. À cela s'ajoute les désaccords fréquents avec les militaires chargés de la protection, à tel point que de Villiers ne fait pas toujours part de ses projets de peur que ceux-ci soient interdits par les militaires, au nom de la sécurité. Dubois-Aymé, après une altercation particulièrement vive avec Girard, le responsable militaire, se retrouve exilé à Qosseyr, sur la Mer Rouge.
Malgré tout, du 19 mars au 27 octobre 1799, la moisson de documents récoltés est extraordinaire : c'est la première approche scientifique des monuments de la Haute-Égypte.

### L'Histoire naturelle
La faune et la flore font l’objet d’une attention particulière de la part des naturalistes de la Commission. Ils tentent de décrire, aussi complètement que possible, toutes les espèces qui se trouvent en Égypte. Les spécimens sont scrupuleusement identifiés, dessinés, voire collectés. 
Leurs descriptions occupent plus de 1 600 pages, avec trois tomes de planches, dessinées avec une très grande précision, dans la Description de l'Égypte.
Une place particulière était réservée à la minéralogie, avec quinze planches en couleur comptant cent-douze figures.
Les minéralogistes de la Commission : Déodat Gratet de Dolomieu,  Louis Cordier et surtout François Michel de Rozière effectuaient différentes explorations du Fayoum, du Sinaï et de la Haute-Égypte.

### L’État moderne
Du delta du Nil à Assouan, au gré des avancées militaires et des missions d’exploration, les savants ont dessiné et décrit l’Égypte moderne qui se dévoile sous leurs yeux. Suivant les injonctions de Kléber : « recueillir tous les renseignements propres à faire connaître l’état moderne de l’Égypte sous les rapports des gouvernements, des lois, des usages civils, religieux et domestiques », ils portent un regard curieux — et graphique — sur tous les aspects de la vie quotidienne ; « Arts et métiers », « Costumes et portraits », « Vases, meubles et instruments » figurent ainsi au nombre des sections de l’ensemble sur l’« État moderne », cette organisation permettant de ménager une place, dans le Grand ouvrage, à toutes ces descriptions, dans leur variété. 
Les savants réalisent plans, élévations, profils et coupes non seulement des monuments antiques, mais encore des mosquées et des habitations rencontrées au fil de leurs pérégrinations. S’attardant sur la perspective et les jeux d’ombres et de lumières, ils croquent les paysages, détaillant ici une felouque, là des pêcheurs. 
Au fil des planches, c’est toute l’architecture des grandes villes égyptiennes au plus petit village qui se dévoile.

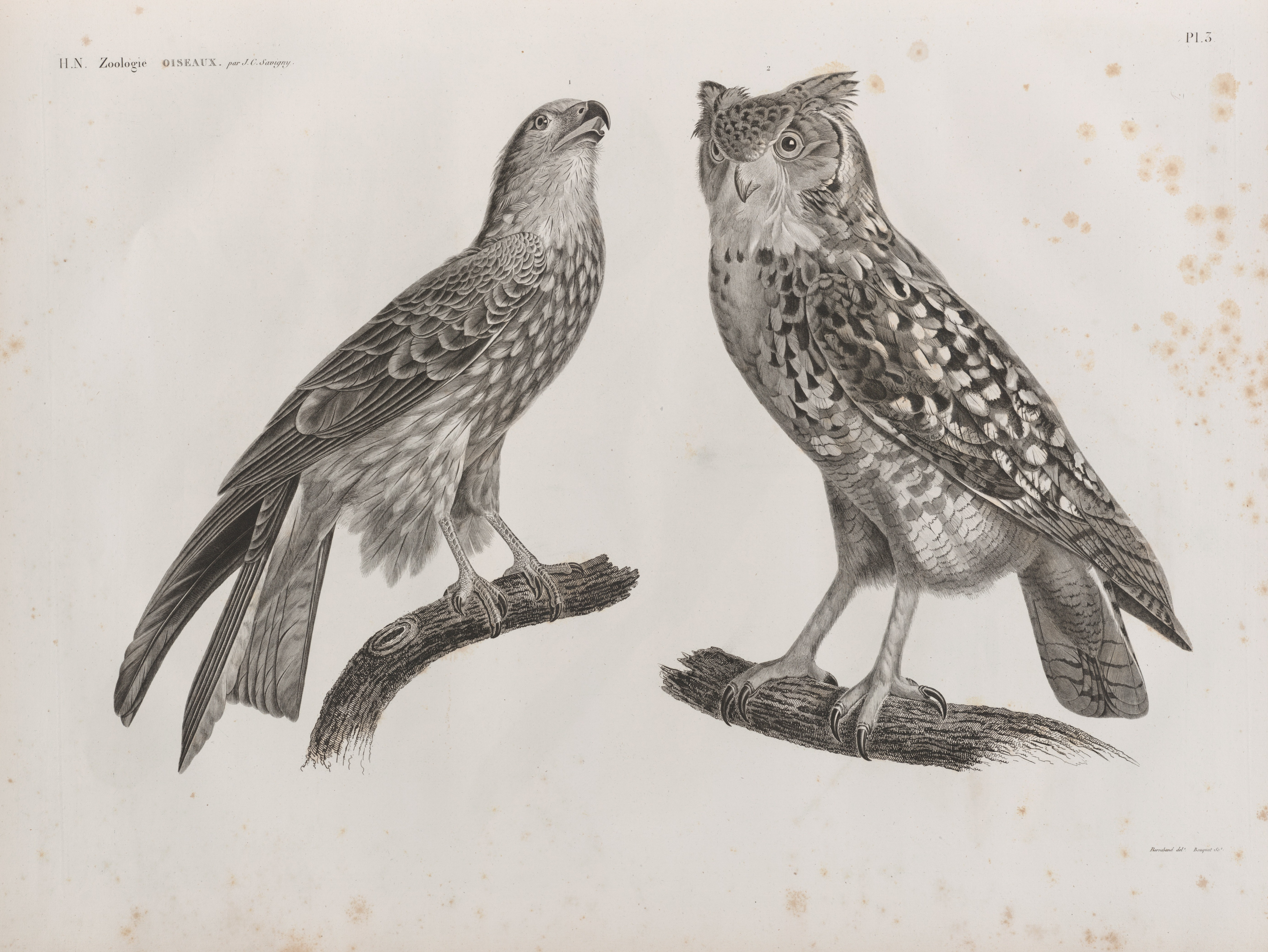
1. Milan noir ou parasite (Milvus ater); 2. Hibou ascalaphe ou d'Égypte (Strix ascalaphus)
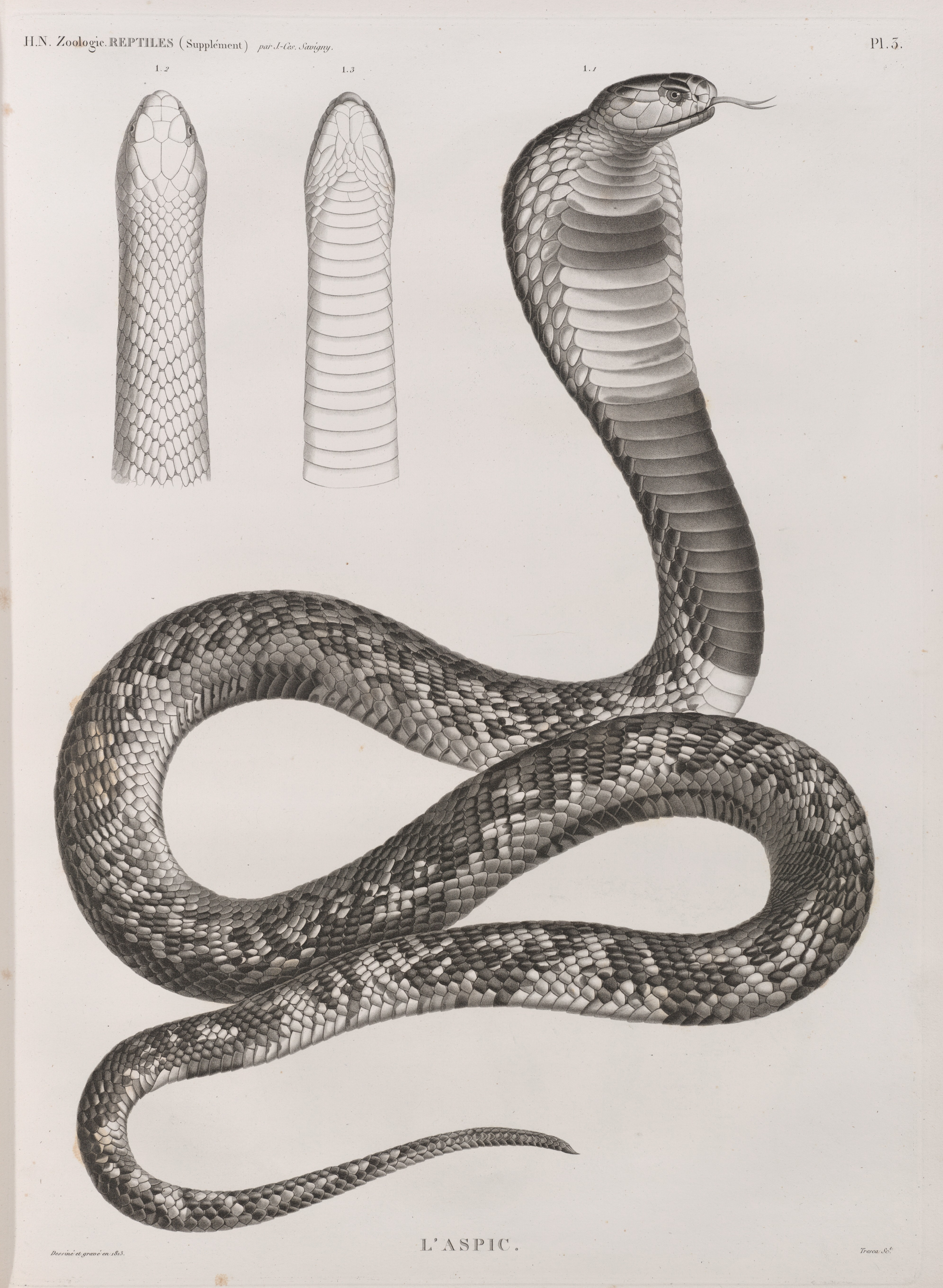
L'Aspic
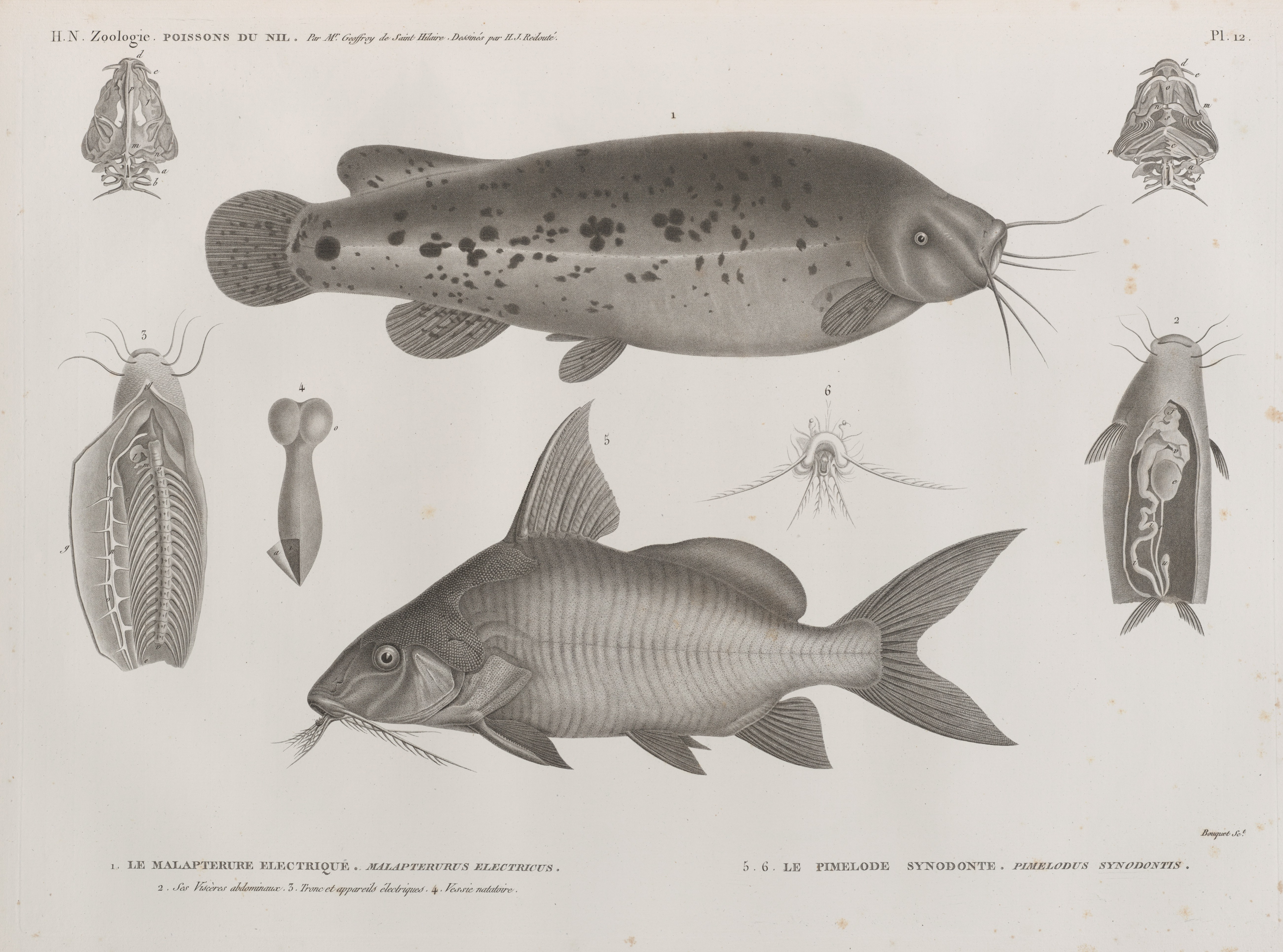
1. Le Malapterure electrique (Malapterurus electricus); 2. ses viscères abdominaux, 3. tronc et appareils, 4. vessi natatoire; 5.6. Le Pimelode synodonte
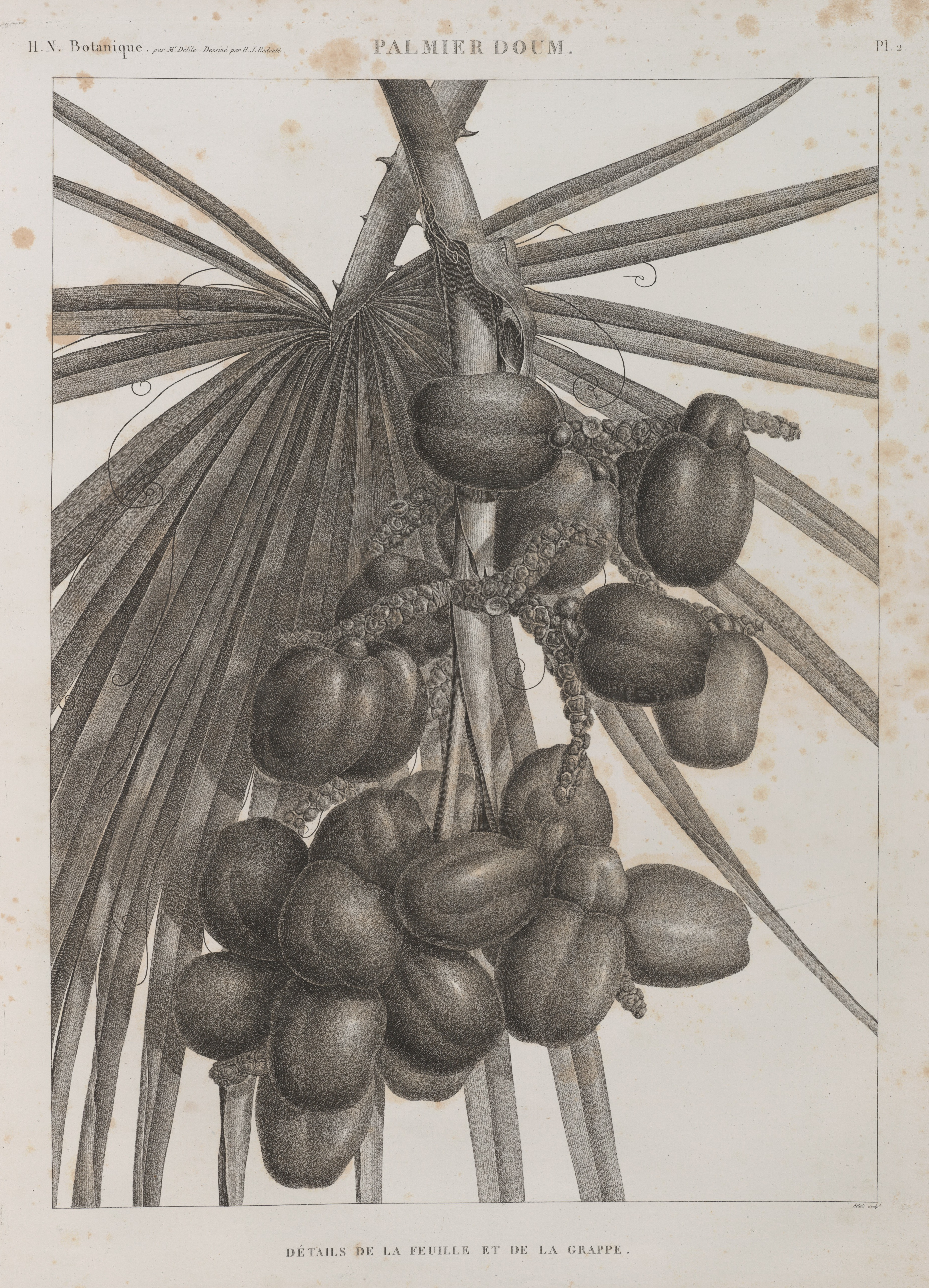
Palmier Doum (Cucifera thebaïca) Détails de la feuille et de la grappe
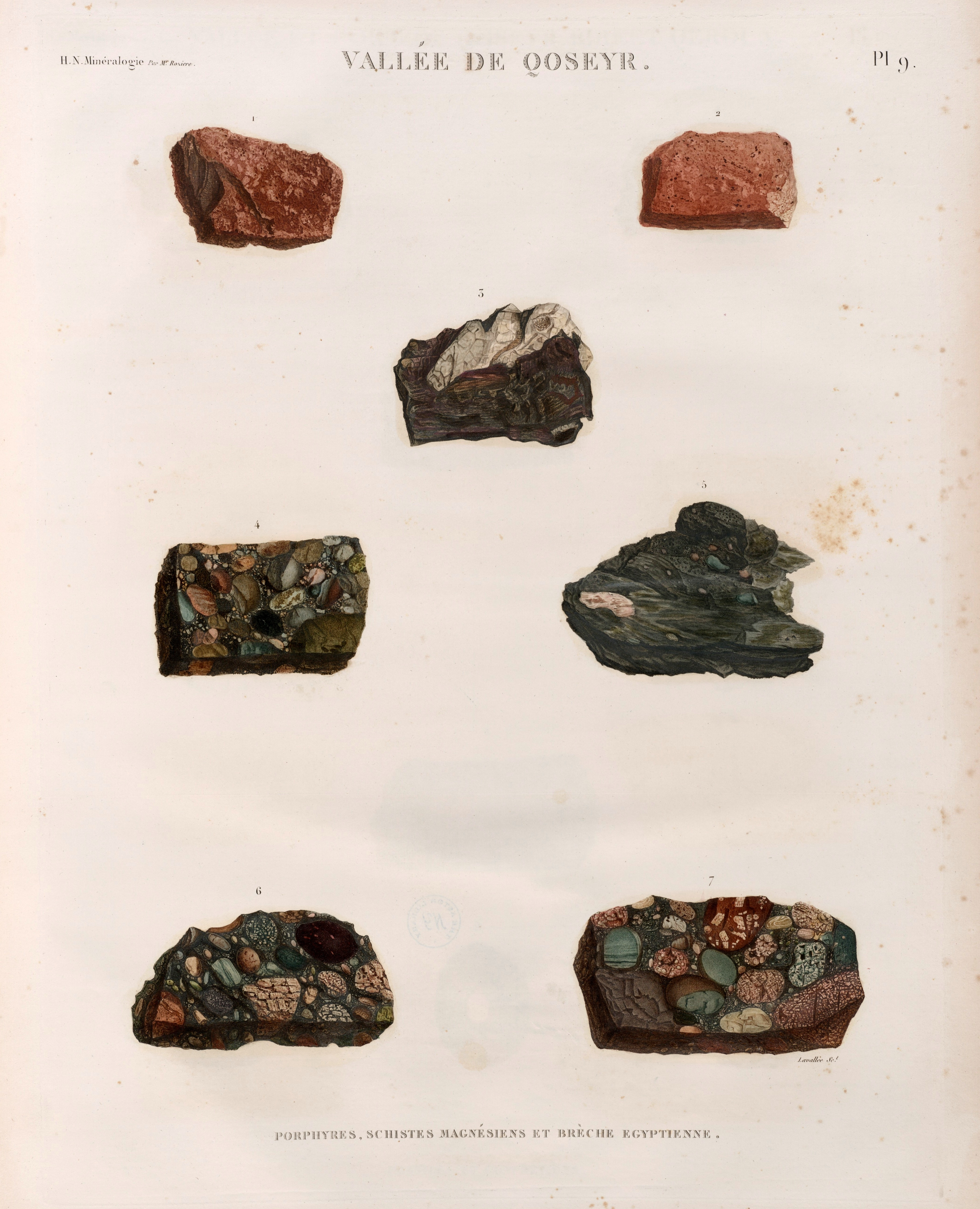
Porphyres, schistes magnésiens et brèche égyptienne
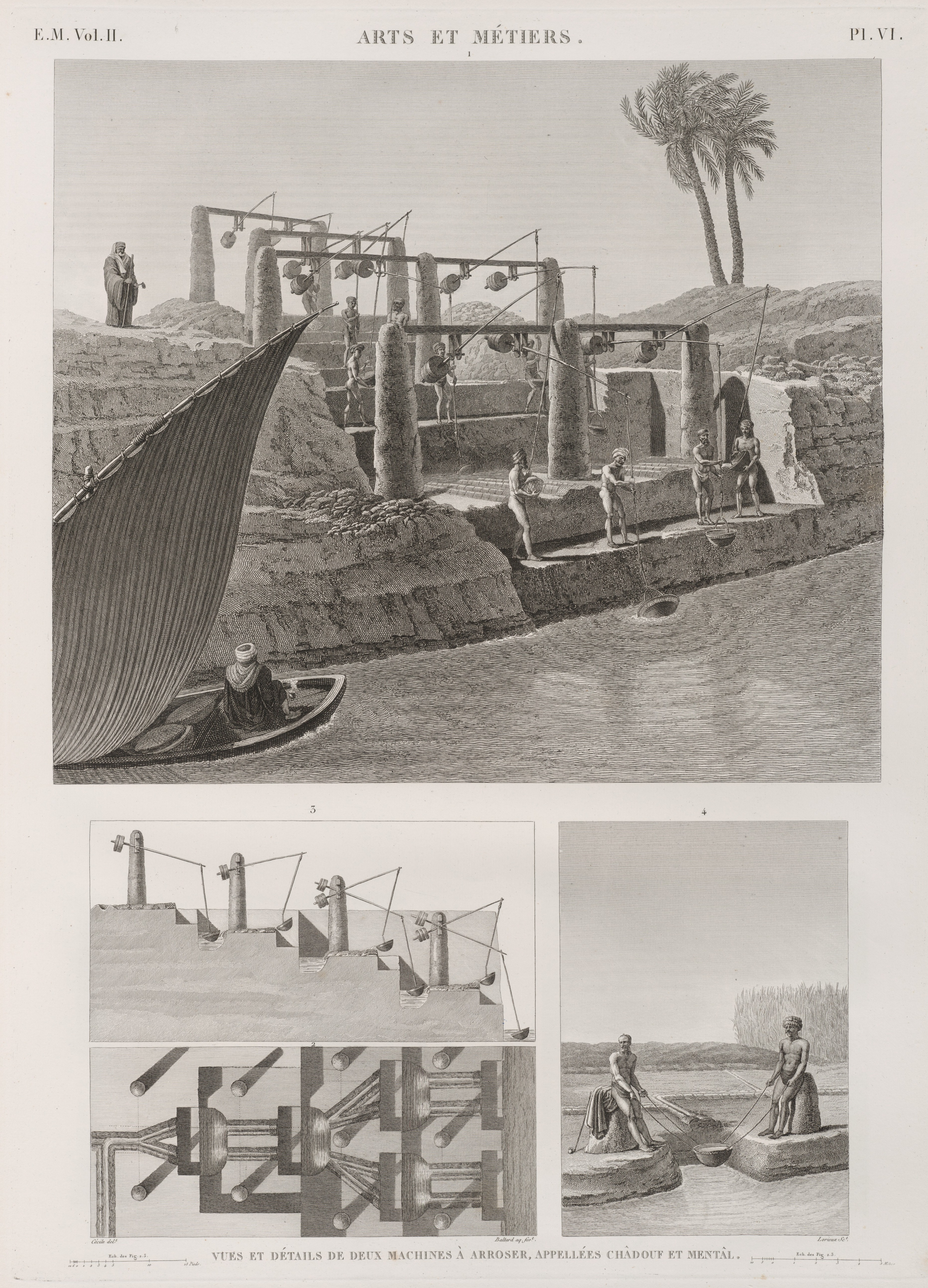
Vue et détails de deux machines à arroser
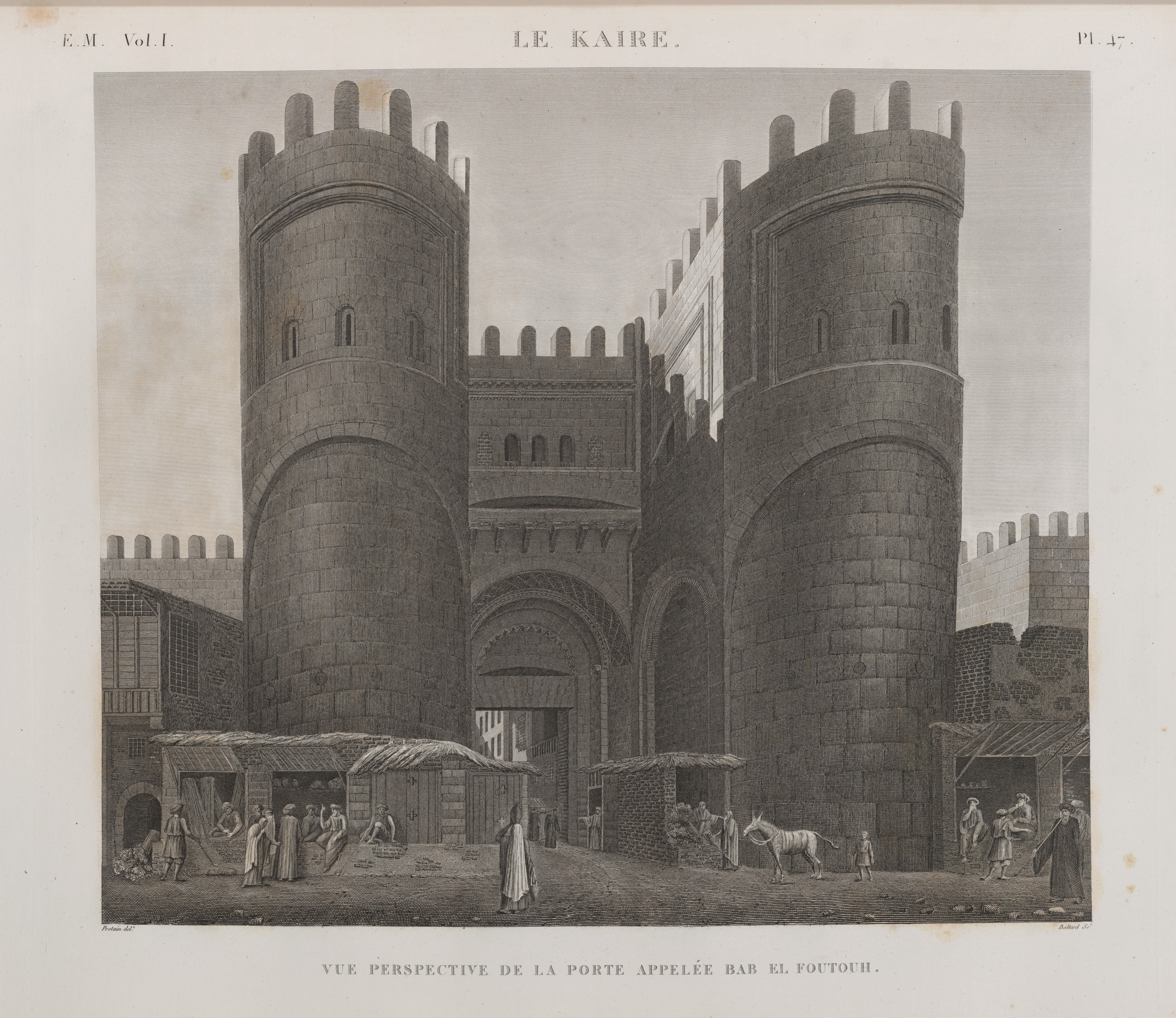
La porte appelée Bab el-Foutouh

### La cartographie
Les géomètres et géographes de la Commission ne font pas seulement des relevés précis des sites antiques étudiés, mais également, en coopération avec les militaires, des cartes topographiques très détaillées de tout le pays.
Le résultat est une série de quarante-sept cartes topographiques, à l'échelle de un millimètre pour cent mètres.
Ces cartes, classées « secret militaire », sont publiées tardivement.
| - Page de titre - Tableau d'assemblage des 47 feuilles - Les cartographes |

L'ensemble des cartes est visible dans une galerie de Commons : Topographique de l'Égypte.

## La fin de l'expédition
Malgré le fait que la France assoie sa domination sur l'intérieur de l'Égypte, ses armées sont toujours prisonnières des Anglais, qui contrôlent la sortie par la mer. L'environnement politique extérieur se dégrade. Avec la complicité des Anglais, une armée turque est en formation en Syrie. Bonaparte décide alors de partir pour l'attaquer afin d'éviter l'intervention turco-anglaise en Égypte. 

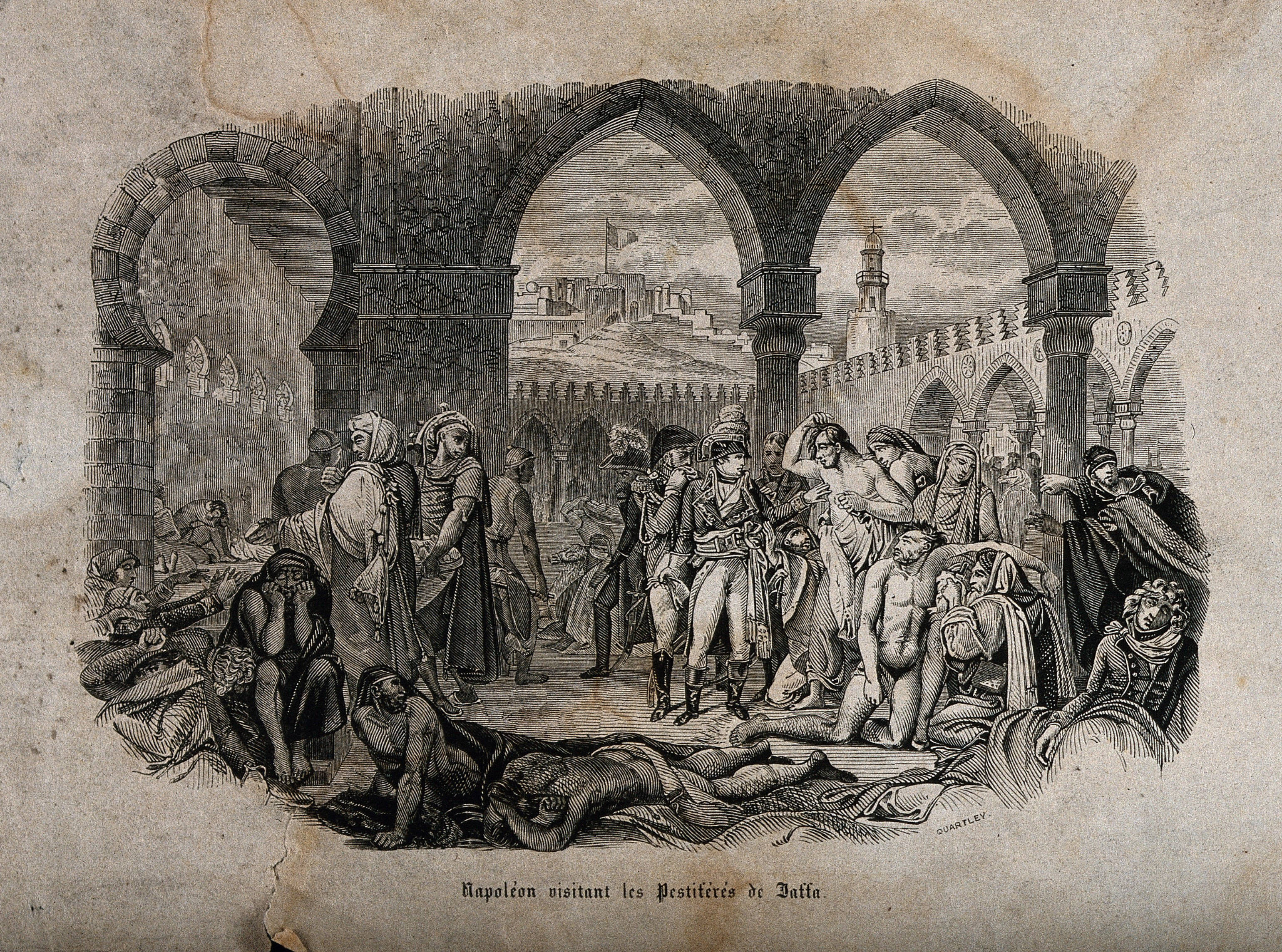
Bonaparte visite ses soldats, malades de la Peste à Jaffa

Il quitte l'Égypte le 10 février 1799 et le 20 mars commence le siège de Saint-Jean-d'Acre. La ville, que les Anglais ravitaillent par mer, est quasi imprenable. Mais si Bonaparte ne prend pas la ville, il réussit à détruire l'armée turque à la bataille du Mont-Thabor le 16 avril 1799. 
L'armée française est décimée par la peste et une victoire n'est pas possible. Le siège est levé le 17 mai 1799 et Bonaparte regagne l'Égypte avec le reste de son armée. Il entre au Caire le 14 juin 1799 et le 25 juillet, il rejette à la mer une armée ottomane qui avait débarqué à Aboukir.

Caricature de James Gillray : Le déserteur, Bonaparte quittant l'Égypte

La difficulté de l'installation française en Égypte, le quasi échec de l'expédition de Syrie, l'évolution de la situation en France, poussent Bonaparte à quitter l'Égypte. Le Directoire l'ayant laissé libre de céder le commandement quand il le jugerait utile, Bonaparte, sans prévenir Kléber, repart subitement pour la France le 23 août suivant, accompagné de Monge et de Berthollet, et évite ainsi d'être lié à l'échec final de la campagne.
La situation n'est pas facile pour Kléber, parfaitement conscient du fait que le départ de Bonaparte a privé l'expédition de son chef charismatique. Il se rend compte aussi qu'il est impossible de conserver l'Égypte. 
Cependant, Kléber est convaincu de l'importance du travail scientifique, qui continue. Il crée même, le 19 novembre 1799 une commission chargée d'étudier plus particulièrement l’Égypte moderne. Le 22 novembre 1799, il prend la décision de regrouper tous les travaux des savants de la commission dans une œuvre unique, la Description de l'Égypte.
Afin d'évacuer honorablement l'Égypte, Kléber engage des négociations avec les Anglais et avec les Ottomans. Il conclut, le 23 janvier 1800, une convention qui prévoit que la flotte anglaise transporte en France l'armée et les savants avec leurs collections scientifiques. Le Ministère anglais refuse de ratifier la convention, exigeant que l'armée soit considérée comme prisonnière de guerre. 
Kléber refuse et reprend les armes. Le 20 mars 1800, lors de la bataille d'Héliopolis, il écrase une armée turque. Cependant, la pression des Anglais s'accentue et le 21 mars, ils gagnent la bataille de Canope. L'abandon de l'Égypte par les Français n'est plus alors qu'une question de temps.

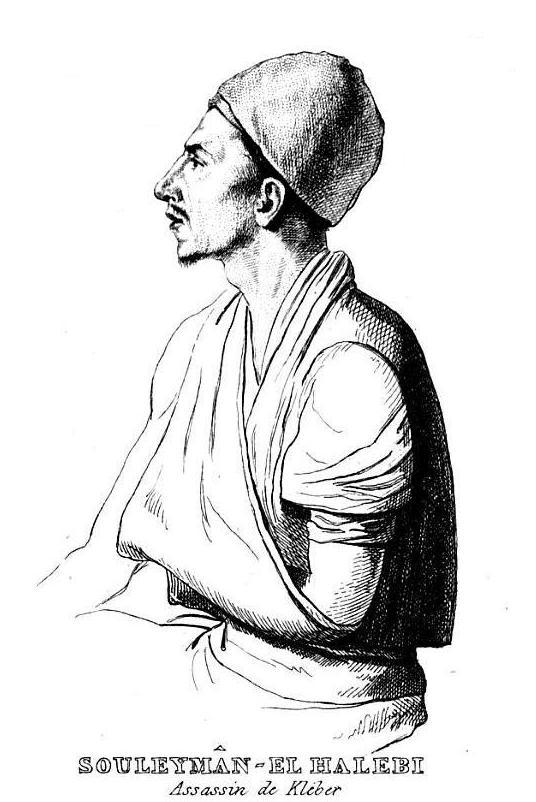

Malheureusement, le 14 juin 1800, Kléber est assassiné au Caire par Soleyman el-Halaby et le commandement en chef passe au général Menou, étant le plus ancien dans le grade le plus élevé. Toute la dynamique qu'a su redonner Kléber aux membres de l'expédition, malgré l'échec du projet de retour, disparaît avec lui. Menou accumule les mesures impopulaires, tant auprès des militaires que des savants.
Les membres de la commission des savants se regroupent à Alexandrie avec, dans leurs bagages, les notes, les croquis, les objets qu'ils ont amassés pendant toute la durée de leur séjour. 
Le 13 mai 1801, la commission obtient enfin du général Menou, l'autorisation de partir pour la France. Commence alors un quiproquo tragi-comique, entre Menou, les Anglais et la commission embarquée sur le brick de commerce L'Oiseau. 
En effet, Menou ne veut plus voir L'Oiseau dans le port d'Alexandrie et les Anglais ne veulent pas laisser passer le bateau à moins qu'ils n'abandonnent tout le matériel amassé pendant l'exploration et leurs notes et croquis. C'est ainsi que L'Oiseau fait la navette entre l'escadre anglaise et le port d'Alexandrie, régulièrement menacé d'être coulé par les uns ou par les autres. 
Pour se débarrasser de cette encombrante Commission, Menou accepte que les Anglais prennent possession de l'ensemble du matériel amassé par les savants. Pour ceux-ci, une telle mesure équivaut à une véritable amputation. Finalement, grâce aux interventions directes d'Étienne Geoffroy Saint-Hilaire avec les Anglais, les savants peuvent emporter la quasi-totalité de leurs documents et travaux, mais doivent laisser entre les mains des Anglais certains objets qu'ils ont trouvés, dont la fameuse pierre de Rosette.
Les tractations durent plus de deux mois et ce n'est qu'en septembre 1801 que les premiers membres de la Commission quittent l'Égypte et le 15 octobre, les derniers soldats de l'armée d'Égypte s'embarquent à bord de navires anglais pour la France. 
Ainsi se termine l'expédition d'Égypte.

## La publication de laDescription de l'Égypte
Le 18 février 1802, Jean-Antoine Chaptal, ministre de l'intérieur, convoque les savants de retour d'Égypte pour nommer parmi eux une commission de huit membres chargée de réunir et de publier tout le matériel scientifique de l'expédition. Un premier volume de gravures est présenté à l'empereur en janvier 1808 et les premiers volumes paraissent en 1809. D'abord publiés par ordre de l'empereur, les volumes successifs sont ensuite publiés par ordre du roi Louis XVIII et les derniers, datés de 1823 mais édités en 1826 le seront simplement par ordre du gouvernement. L'ouvrage, intitulé Description de l'Égypte ou Recueil des observations et recherches qui ont été faites en Égypte pendant l'expédition française comporte dix volumes de planches et neuf volumes de texte. La qualité typographique des textes, la beauté des gravures, les formats des livres — les plus grands formats font 1 × 0,81 m — et surtout les textes font de la Description un ouvrage exceptionnel et marque les débuts de l'égyptologie.

## Ouvrages et mémoires par membres de la Commission
- Dominique Vivant Denon, Voyage dans la Basse et la Haute-Égypte : pendant les campagnes du général Bonaparte, t. 1, Paris, P. Didot l’aîné, 1802, 322 p. (lire en ligne).

Dominique Vivant Denon, Voyage dans la Basse et la Haute-Égypte : pendant les campagnes du général Bonaparte, t. 2, Paris, P. Didot l’aîné, 1802.
Dominique Vivant Denon, Voyage dans la Basse et la Haute-Égypte : pendant les campagnes du général Bonaparte, t. 3, Paris, P. Didot l’aîné, 1802, 296 p. (lire en ligne).
Dominique Vivant Denon, Voyage dans la Basse et la Haute-Égypte : Les Planches, t. 4, Paris, P. Didot l’aîné, 1802, 63 p. (lire en ligne).
(en) Dominique Vivant Denon (trad. Arthur Aikin), Travels in Upper and Lower Egypt During the Campaigns of General Bonaparte, t. 1, New York, Samuel Campbell, 1803, 307 p. (lire en ligne).
(en) Dominique Vivant Denon (trad. Arthur Aikin), Travels in Upper and Lower Egypt During the Campaigns of General Bonaparte, t. 2, New York, Samuel Campbell, 1803, 378 p. (lire en ligne).
(en) Dominique Vivant Denon (trad. Arthur Aikin), Travels in Upper and Lower Egypt During the Campaigns of General Bonaparte, t. 3, London, Longmans, 1803, 365 p. (lire en ligne).
Les planches de l'édition de 1802 sont visibles sur Commons : Voyage dans la basse et la haute Egypte de Dominique Vivant Denon (1802) - Les Planches
- Étienne Malus et Général Charles Thoumas (dir.), L'agenda de Malus : souvenirs de l'expédition d'Égypte, 1798-1801, Paris, H. Champion, 1892, 238 p. (lire en ligne).

- Édouard de Villiers du Terrage et Marc de Villiers Du Terrage (dir.), Journal et souvenirs sur l'expédition d'Égypte : 1798-1801, Paris, 1899, 396 p. (lire en ligne).

- Prosper Jollois et P. Lefèvre-Pontalis (dir.), Journal d'un ingénieur attaché à l'Expédition d'Égypte 1798-1802, Paris, Ernest Leroux, 1904, 136 p. (lire en ligne). Contient aussi des extraits des journaux de Fourier, Jomard, Delille, Saint-Genis, Descostils, Balzac et Coraboeuf.

- Prosper Jollois et Édouard de Villiers du Terrage, Recherches sur les bas-reliefs astronomiques des Égyptiens et parallèle de ces bas-reliefs avec les différens monumens astronomiques de l'antiquité, d'où résulte la connoissance de la majeure partie des constellations égyptiennes, Paris, Imprimerie Royale, 1817, 68 p. (lire en ligne).

Prosper Jollois et Édouard de Villiers du Terrage, Appendice aux recherches sur les bas-reliefs astronomiques égyptiens, Paris, 1834, 65 p. (lire en ligne).

### Membres de la Commission
Si de nos jours, certains comme Geoffroy Saint-Hilaire, Monge, Fourier ou Vivant Denon sont bien connus, la grande majorité d'entre eux ont été oubliés.

#### Antiquaires
- Pourlier,
- Louis Ripault (1775-1823),
- Louis Marie Leduc[B 1] (1772- ?),

#### Astronomes
- Pierre Joseph de Beauchamp (1752-1801),
- Jérôme Isaac Méchain (1778-1851),
- Nicolas-Antoine Nouet (1740-1811),
- François Marie Quenot[B 2] (1761- ?),

#### Architectes
- Charles-Louis Balzac (1752-1820),
- Jean-Baptiste Lepère (1761-1844),
- Charles Norry (1756-1832),
- Jean Constantin Protain[B 3] (1769-1837),

#### Botanistes
- Hippolyte Nectoux (1759-1836),
- Alire Raffeneau-Delile (1778-1850),
- Ernest Coquebert de Montbret (1780-1801) ; mort de la peste

#### Chimistes
- Claude-Louis Berthollet (1748-1822),
- Jacques Champy « père » (1744-1816),
- Jean-Nicolas Champy  « fils » (1776-1801), polytechnicien (X 1794) ; mort de la peste au Caire
- Hippolyte-Victor Collet-Descotils (1773-1815),
- Jean-Baptiste Picquet (1776-1799), génie militaire, polytechnicien, (X 1795) ; tué au siège de El-Arich

#### Chirurgiens et médecins
- Julien Bessières (1777-1840),
- Daburon (?-1801) ; mort assassiné en Sicile
- René-Nicolas Dufriche Desgenettes (1762-1837)
- A. J. Dewèvre ou Desvesvres (1775-1799) ; mort en Égypte
- Antoine Dubois « père » (1756-1837),
- Isidore Dubois « fils » (1782- ?),
- Jean Joseph Labâte (1766-1835),
- Jean-Baptiste Lacipière (1776-1847),
- François Pouqueville (1770-1838),

#### Économistes politiques
- Alexis Gloutier (1758-1800),
- Michel Regnaud de Saint-Jean d'Angély (1762-1819),
- André Louis de Saint-Simon (1771-1799) ; mort de la peste à Jaffa
- Jean-Lambert Tallien (1767-1820), conventionnel

#### Géomètres
- Pierre-François-Xavier Bouchard (1771-1822), polytechnicien (X 1796)[SB 1],
- Jean-Balthazard Bringuier (1777-1799), polytechnicien (X 1794)[SB 2] ; mort de la peste à Jaffa
- Louis Alexandre de Corancez (1770-1832),
- Louis Costaz (1767-1842),
- Jean-Louis-Laurent Charbaut (1780-1799), polytechnicien (X 1796)[B 4]
- Fuseau de Saint-Clément (?-1799) ; mort au siège de Saint-Jean d'Acre
- Joseph Fourier (1768-1830),
- Jean-Jacques Sébastien Le Roy (1747-1755) ; ordonnateur et préfet maritime[SB 3]
- Étienne Louis Malus, (1755-1812), mathématicien et physicien
- Gaspard Monge, comte de Péluse (1746-1818), mathématicien
- Amand Moret (1780-?), polytechnicien (X 1796)[SB 4], ingénieur
- Jean Honoré Say, dit Horace Say (1771-1799), ingénieur[SB 5], mort au siège de Saint-Jean d'Acre

#### Horlogers
- Lemaître

#### Imprimeurs
- Felice Ansiglioni, imprimeur section orientale
- Beaudoin, imprimeur section française ; mort de la peste
- Besson, imprimeur section française
- Boulanger, imprimeur section française
- Boyer, imprimeur section française
- G. de Dominicis, imprimeur section orientale
- Nicolas Dubois (1776- ?), polytechnicien (X 1794), imprimeur section française
- Ch. M. Eberhardt (1782- ?), imprimeur section française
- Elias Fatalla, responsable des imprimeurs section orientale
- Antoine Galland (1763-1851), imprimeur section française
- Jardin, imprimeur section française
- X. Laporte (-1799), imprimeur section française ; mort de la peste
- Lethioux, imprimeur section française
- F. Maccagni (1763-1846), imprimeur section orientale
- Jean-Joseph Marcel (1776-1854), directeur des imprimeurs et interprète militaire
- Marlet, imprimeur section française
- Antonio Mesabki, imprimeur section orientale
- L. Pellegrini, imprimeur section orientale
- J.-J. Puntis (1758-1812), imprimeur section française
- G. Renno (1777-1848), imprimeur section orientale
- Rivet, imprimeur section française
- N. Roselli, imprimeur section française
- C. Ruga, imprimeur section orientale
- Very, imprimeur section française

#### Ingénieurs des Ponts et Chaussées
- Jacques-Marie Le Père (1763-1841), directeur
- Pierre-Simon Girard (1765-1835), sous-directeur
- Louis Victor Bodard (1765-1799)
- Gaspard Chabrol de Volvic (1773-1843), polytechnicien (X 1794)
- Léonard Duval (1768-1798)
- Hervé-Charles-Antoine Faye (1763-1825)
- Jean Baptiste Simon Fèvre (1775-1850), polytechnicien (X 1794)
- Jean-Baptiste Prosper Jollois (1776-1842), polytechnicien (X 1794); chargé des travaux hydrauliques du delta du Nil
- Michel Ange Lancret (1774-1807), polytechnicien (X 1794)
- Gratien Le Père (1769-1832)
- Pierre-Dominique Martin (1771-1855)
- Alexandre de Saint-Genis (1772-1834), polytechnicien (X 1794)
- Claude François Thévenod (1772-1798), polytechnicien (X 1794)

##### Élèves de polytechnique nommés dans le corps des Ponts et chaussées
- Bertrand Alibert (1775-1808), polytechnicien (X 1794)
- Pierre Arnollet (1776-1857), polytechnicien (X 1796)
- Denis Samuel Bernard (1776-1853), polytechnicien (X 1794)
- Philippe Joseph Marie Caristie (1775-1852), polytechnicien (X 1794)
- Jean-Marie Dubois-Aymé (1779-1846), polytechnicien (X 1796
- Louis Joseph Favier (1776-1855), polytechnicien (X 1796)
- Benoît Marie Moline de Saint-Yon (1780-1842), polytechnicien (X 1794)
- Paul Nicaise Pottier (1778-1842), polytechnicien (X 1794)
- Adrien Raffeneau-Delile (1773-1843)
- Joseph Angélique Sébastien Regnault (1776-1823), polytechnicien (X 1794) ; adjoint de Berthollet et chargé du contrôle des monnaies au Caire
- Édouard de Villiers du Terrage (1780-1855), polytechnicien (X 1794); employé aux nivellements de l'isthme de Suez, auteur de mémoires sur l'expédition

##### Élèves de polytechnique rattachés au corps des Ponts et chaussées
- Louis Duchanoy (1781-1847) ; attaché zoologistes
- Jacques Antoine Viard (1783-1849 ; attaché géomètres
- Louis Vincent (1780-?) ; élève de Fourier, attaché géomètres

#### Ingénieurs géographes
- Dominique Testevuide (1735-1798) ; directeur ; assassiné au Caire
- Pierre Jacotin (1765-1827) ; directeur après Testevuide
- Pierre Simonel (-1810), sous-directeur
- Jacques Antoine Bertre (1776-1834), polytechnicien (X 1794),
- Jean Baptiste Corabœuf (1777-1859), polytechnicien (X 1794) ; capitaine en premier dans le corps
- J.-P. Faurie (1760-1799) ; mort en Égypte
- Jacques Auguste Dulion (1776-1799), polytechnicien (X 1795) ; noyé en Égypte
- Edme François Jomard (1777-1862), polytechnicien (X 1794),
- Jean-Baptiste Jomard (1780-1868), élève ingénieur géographe
- François Laroche (1778-1806), polytechnicien (X 1795),
- Bienheureux Lecesne (1772-1827),
- Pierre Eustache Leduc (-1799) ; mort en Égypte
- J. F. L. Levesque (1760- ?) ; secrétaire de Menou
- Roland Victor Pottier (1775- ?), polytechnicien (X 1795),
- Schouani ou Schouany (?-1809),

#### Ingénieurs du génie maritime
- A.-N.-F. Bonjean (1775-1845),
- Mathurin François Boucher (1778-1851), polytechnicien (X 1794),
- Jean François Chaumont (1774-1856), polytechnicien (X 1795),
- Jean-Louis Féraud (1750-1809),
- Philippe Greslé (1776-1846), polytechnicien (X 1795),
- Jean-Pierre-Séraphin Vincent (1779-1818), polytechnicien (X 1796),

#### Littérateurs
- Antoine-Vincent Arnault (1766-1834),
- François-Auguste Parseval-Grandmaison (1759-1834),
- Dominique Vivant Denon (1747-1825),

#### Mécaniciens et aérostiers
- Nicolas-Jacques Conté (1755-1805), directeur des mécaniciens
- Pierre-Onésime Adnès, (1760-1819), artiste mécanicien.
- Simon-Onésime Adnès, (1780-1820), mécanicien, fils du précédent.
- François Sébastien Aimé (1761-1843), mécanicien
- François-Charles Cécile (1766-1840), mécanicien
- Callixte-Victor Cirot (-1801), mécanicien, instruments de géographie
- Jean Colin ou Collin (-1801), mécanicien, instruments de géographie
- Jean-Marie-Joseph Coutelle (1748-1835), aérostier, scientifique
- Jean Couvreur, mécanicien
- Desfours, mécanicien
- Jean Charles Hassenfratz (1766-1834), mécanicien
- François Michel Hérault (-1801), mécanicien ; mort de la peste à Alexandrie
- Jean-Baptiste Hochu (1775- ?), mécanicien
- Paul Lenoir (1776-1827), mécanicien ; constructeur des instruments d'optique
- Amable Nicolas Lhomond (1770-1854), mécanicien ; capitaine aérostier
- Charles Plazanet (1773-1868), mécanicien

#### Minéralogistes
- Louis Cordier (1777-1861),
- Déodat Gratet de Dolomieu (1750-1801),
- Victor Dupuis (1777-1861), polytechnicien (X 1794), ingénieur géographe[B 5]
- François Michel de Rozière (1773-1842),

#### Orientalistes et interprètes
- Henri Belleteste (1778-1808),
- Damien Bracevich (17??-1830),
- Jacques-Denis Delaporte (1777-1861),
- Pierre Amédée Jaubert (1779-1847),
- Santi Jean-Baptiste L'Homaca,
- Charles Magallon (1741-1820),
- Panhusen (17??-1798) ; mort à Alexandrie
- Louis Rémy Raige (1777-1810),
- Jean Michel de Venture de Paradis (1739-1799),

#### Pharmaciens
- Jean-Baptiste Pierre Boudet (1748-1828),
- Lerouge (17??-1801) ; mort de la peste
- Pierre Charles Rouyer (1769-1831),
- Alexandre Roguin (1771-1850),

#### Plasticiens et musiciens
- Caquet (-1798), dessinateur ; mort de la peste au Caire
- Jean-Jacques Castex (1731-1822), sculpteur
- André Dutertre (1753-1842), peintre
- Jean Joachim Fouquet, graveur
- Louis Auguste Joly (1774-1798), peintre ; tué dans le Delta du Nil
- Henri Jean Rigel (1772-1852), compositeur
- Michel Rigo (1770-1815), peintre
- Guillaume André Villoteau (1759-1839), musicographe

#### Zoologistes
- Jacques Barraband (1768-1809), peintre, dessinateur, spécialisé en zoologie ;
- Alexandre Gérard (1779-1853), polytechnicien (X 1798), naturaliste ;
- Henri-Joseph Redouté (1766-1852), peintre ;
- Étienne Geoffroy Saint-Hilaire (1772-1844), naturaliste ;
- Jules-César Savigny (1777-1851), zoologiste.